# Rebell der roten Berge
Rebell der roten Berge (Originaltitel: War Drums) ist ein US-amerikanischer Western aus dem Jahre 1957. Lex Barker spielt in diesem Film, der lose auf geschichtlichen Tatsachen basiert, die Rolle des realen Apachen-Häuptlings Mangas Coloradas. Der Film wurde 1963 im Zuge der Welle der Karl-May-Filme in Deutschland, in denen Barker die Rolle des Old Shatterhand übernahm, unter dem Titel Der Häuptling der Apachen von Atlas Film neu herausgebracht.

## Inhalt
Apachenhäuptling Mangas rettet ein mexikanisch-indianisches Mädchen, Riva, aus Gefahr und kämpft, da er sich in sie verliebt hat, in einem Zweikampf bei ihrem Stamm um das Recht, sie mit sich zu nehmen. Als Goldsucher in das Reservat der Apachen eindringen, können die Indianer sie vertreiben, wobei ihnen Luke Fargo, ein weißer Freund des Mangas, hilft. Dieser ist seinerseits in Riva verliebt. Gegen die Militärs, die den Kampf der Apachen gegen die Goldsucher als Aufstand werten und sie in einen jahrelangen Krieg verwickeln, kann Fargo als Major einer Armee von Freiwilligen sich für Mangas Stamm einsetzen. Als die Apachen geschlagen sind, können sie sich unter seinem Schutz in die Berge zurückziehen.

## Kritik
Hal Erickson bescheinigte dem Film, pro-indianisch, pro-tolerant und pro-feministisch zu sein, ohne dabei ins Theoretische zu verfallen oder dafür seine Unterhaltsamkeit zu opfern. TV-Spielfilm sah dagegen einen „mäßigen Karl-May-Vorgänger“, dabei sei „Lex Barker in der Rolle von Pierre Brice mit Ben Johnson als Shatterhand-Figur“.

## Synchronisation
| Rolle            | Darsteller         | Synchronsprecher (Kino 1958)      | Synchronsprecher (TV 1996) |
| ---------------- | ------------------ | --------------------------------- | -------------------------- |
| Mangas Coloradas | Lex Barker         | Gert Günther Hoffmann             | Klaus Guth                 |
| Riva             | Joan Taylor        | Ursula Traun oder Eleonore Noelle | ?                          |
| Luke Fargo       | Ben Johnson        | Curt Ackermann                    | Ekkehardt Belle            |
| Ponce            | Larry Chance       | Gerd Martienzen                   | ?                          |
| Richter Bolton   | Richard H. Cutting | Paul Wagner                       | Klaus Kindler              |
| Arizona          | James Parnell      | Wolf Martini                      | ?                          |
| Sheriff Bullard  | John Pickard       | Benno Hoffmann                    | ?                          |
| Chino            | John Colicos       | Hans-Dieter Zeidler               | Hans-Georg Panczak         |
| Dutch Herman     | Tom Monroe         | Werner Lieven                     | ?                          |
| Nona             | Jil Jarmyn         | Ilse Kiewiet                      | ?                          |